# Капперт, Ханс
Ханс Капперт (нем. Hans Kappert; 24 августа 1890, Мюнстер, Пруссия — 15 февраля 1976, Мюнстер, Северный Рейн-Вестфалия) — немецкий генетик и ботаник.

## Биография
Ханс Капперт родился 24 августа 1890 года в Мюнстере.
С ранней юности интерес к биологии сочетался в нём со способностями и склонностью к абстракции и любовью к математически достижимым задачам. Это вскоре привело Капперта в ученики к выдающемуся биологу Карлу Эриху Корренсу, который в 1909—1914 преподавал в Мюнстере, а с 1914 года стал директором Института биологии кайзера Вильгельма в Берлине-Далеме. Там в 1914 году Капперт защитил диссертацию «Исследования кабачкового, ананасового и сахарного гороха и их гибридов» (Untersuchungen an Mark-, Kneifel- und Zuckererbsen und ihren Bastarden), а затем шесть лет работал ассистентом в том же институте. В этот период Капперт успешно занимался выявлением сублетальных факторов, полиэмбрионии у льна и анализом «постоянного расщепления» левкоев.
Под влиянием выдающейся личности К. Е. Корренса, Ганс Капперт превратился в генетика, который не только освоил формальную генетику и умел сочетать её с точным количественным мышлением и методами работы, но и проявил большой интерес к применению принципов Менделя в практической селекционной работе. Это позволило ему в 1924 году получить должность руководителя отдела семеноводства во всемирно известной селекционной компании Gebrüder Dippe в Кведлинбурге, где проработал до 1929 года.
В 1929 Капперт — приват-доцент, а с 1931 года — профессор Высшей сельскохозяйственной школе в Берлине. В том же году он сменил Эрвина Баура в качестве руководителя Института исследований в области наследственности и селекции (Instituts für Vererbungs- und Züchtungsforschung в Берлине-Далеме, которым затем руководил вплоть до выхода на пенсию в 1957 году. Под его руководством институт получил широкую мировую известность как место серьёзных исследований и обучения. В этот период им были опубликованы произведения, краткий перечень которых раскрывает всю широту его интересов. 
Некоторое время работал в качестве научного сотрудника в Институте исследований волокон (Institut für Faserforschung) в Сорау.
Ханс Капперт был первым, кто осознал важность скрещивания для практической селекционной работы и, последовательно применяя генетические знания, вывел сорта с сигнальными факторами для признаков, которые было трудно или поздно распознать. Отражением разнообразия его научных интересов стали работы по картированию генов с использованием специально разработанных биометрических методов, исследования структурной гетерозиготности, тетрадные анализы на высших растениях, исследования произвольной смены половых отношений, исследования явления инбридингового гетерозиса, анализы экстракариотического наследования, исследования изменчивости тотальных апомиктов, вопросы значения полиплоидии для селекции и эволюции, эксперименты со спонтанными и индуцированными мутантами, исследования зиготических и гонических летальных факторов, работа над биостатистическими проблемами и вопросы популяционной генетики.
Признанием важности его работ в области генетики стало избрание Капперта в 1939 году в Академию естествоиспытателей «Леопольдина» в Галле, в 1949 году — в Берлин-Бранденбургскую академию наук, а также присуждение в 1956 году Ганноверской политехнической школой почётной докторской степени в области садоводческих наук, и в 1966 году — звания доктора естественных наук (по совокупности заслуг) от факультета естественных наук Тюбингенского университета.
С 1946 года Капперт являлся соредактором журнала «Теоретическая и прикладная генетика».
Выйдя в 1957 году на пенсию по старости и состоянию здоровья, Капперт вернулся в родной Мюнстер, где получил постоянную должность почётного профессора в Ботаническом институте Мюнстерского университета. Он принимал самое активное участие в университетской жизни и по просьбе своих студентов работал над монографией под названием «50 лет генетики» (50 Jahre erlebte Genetik).
Скоропостижно скончался 15 февраля 1976 года.

## Научные работы
Основные научные работы посвящены разработке теоретических и прикладных аспектов генетики растений. Автор 92 научных работ, 174 публикаций в СМИ на двух языках и 683 книг по генетике, которые хранятся в библиотеках во многих странах мира.
- Kappert H. Grundriss der gärtnerischen pflanzenzüchtung. — Berlin: Parey Verlag, 1934. 148 p.
- Kappert H. Die vererbungswissenschaftlichen Grundlagen der Züchtung. — Berlin: Parey Verlag, 1953. 335 p.